# Eccellenza Campania 2006-2007
Il campionato italiano di calcio di Eccellenza regionale 2006-2007 è stata la sedicesima edizione del campionato di Eccellenza, sesta divisione del campionato italiano di calcio.
Di seguito sono raccolte le informazioni relative ai due gironi di Eccellenza organizzati dal Comitato Regionale Campania della Lega Nazionale Dilettanti nella stagione 2006-2007.

## Avvenimenti
Anche per la stagione 2006-2007 il campionato regionale campano di Eccellenza si è disputato in due gironi; il girone A ha visto la resurrezione dopo due anni di “inferno” di una nobile decaduta, la Casertana, mentre il girone B ha visto il trionfo, aspettato da decenni della Gelbison, compagine di Vallo della Lucania che da sempre ai vertici del calcio dilettanti campano, si affaccia per la prima volta alla serie D. Egualmente promosse in serie D dopo i play off sia il Quarto per il girone A che il Gragnano per il girone B.

## Girone A

### Squadre partecipanti
| Club                          | Città                         | Stadio                   | Stagione 2005-2006           |
| ----------------------------- | ----------------------------- | ------------------------ | ---------------------------- |
| G.S. Pro Calcio Afragolese    | Afragola (NA)                 | Stadio Luigi Moccia      | 14º in Eccellenza Campania/A |
| U.S. Arzanese                 | Arzano (NA)                   | Stadio Sabatino De Rosa  | 6º in Eccellenza Campania/A  |
| U.S.D. Boys Caivanese         | Caivano (NA)                  | Stadio Ernesto Faraone   | 5º in Eccellenza Campania/A  |
| S.S.D.P.A. Capri              | Capri (NA)                    | Stadio San Costanzo      | 11º in Eccellenza Campania/A |
| A.S.D. Caserta Calcio         | Caserta                       | Stadio Alberto Pinto     | 4º in Eccellenza Campania/A  |
| A.S.S.C. Onlus Ercolanese     | Ercolano (NA)                 | Stadio Raffaele Solaro   | 8º in Eccellenza Campania/A  |
| U.S. Gladiator 1924           | Santa Maria Capua Vetere (CE) | Stadio Mario Piccirillo  | 1º in Promozione Campania/A  |
| S.S.D. Internapoli Camaldoli  | Napoli                        | Stadio Arturo Collana    | 2º in Eccellenza Campania/A  |
| A.S. Lacco Ameno              | Lacco Ameno (NA)              | Stadio Vincenzo Patalano | 9º in Eccellenza Campania/A  |
| A.C. Pianura                  | Napoli                        | Stadio Simpatia          | 1º in Promozione Campania/B  |
| F.C. Puteolana 1902           | Pozzuoli (NA)                 | Stadio Domenico Conte    | 13º in Eccellenza Campania/A |
| A.S.D. Quarto                 | Quarto (NA)                   | Stadio Comunale          | 7º in Eccellenza Campania/A  |
| F.C. Riop San Giuseppe A.S.D. | San Giuseppe Vesuviano (NA)   | Stadio Comunale          | 10º in Promozione Campania/B |
| Pol. San Giorgio a Cremano    | San Giorgio a Cremano (NA)    | Stadio Raffaele Paudice  | 15º in Eccellenza Campania/A |
| Pol. Succivo                  | Succivo (CE)                  | Stadio Graziano Papa     | 3º in Eccellenza Campania/A  |
| A.S.C. Virtus Volla           | Volla (NA)                    | Stadio Comunale          | 10º in Eccellenza Campania/A |

### Classifica finale
|  | Pos. | Squadra               | Pt | G  | V  | N  | P  | GF | GS | DR  |
|  | ---- | --------------------- | -- | -- | -- | -- | -- | -- | -- | --- |
|  | 1.   | Caserta               | 72 | 30 | 23 | 3  | 4  | 60 | 25 | +35 |
|  | 2.   | Pianura               | 65 | 30 | 21 | 2  | 7  | 65 | 28 | +37 |
|  | 3.   | Gladiator             | 62 | 30 | 19 | 5  | 6  | 51 | 24 | +27 |
|  | 4.   | Quarto                | 58 | 30 | 17 | 7  | 6  | 49 | 24 | +25 |
|  | 5.   | Internapoli Camaldoli | 57 | 30 | 16 | 9  | 5  | 37 | 18 | +19 |
|  | 6.   | Capri                 | 46 | 30 | 13 | 7  | 10 | 35 | 32 | +3  |
|  | 7.   | Boys Caivanese        | 37 | 30 | 10 | 7  | 13 | 33 | 45 | -12 |
|  | 8.   | Ercolanese            | 35 | 30 | 9  | 8  | 13 | 28 | 34 | -6  |
|  | 9.   | Riop San Giuseppe     | 34 | 30 | 9  | 7  | 14 | 20 | 27 | -7  |
|  | 10.  | Virtus Volla          | 33 | 30 | 8  | 9  | 13 | 30 | 45 | -15 |
|  | 11.  | Arzanese              | 32 | 30 | 9  | 5  | 16 | 37 | 47 | -10 |
|  | 12.  | Lacco Ameno           | 32 | 30 | 7  | 11 | 12 | 27 | 38 | -11 |
|  | 13.  | Succivo               | 30 | 30 | 7  | 9  | 14 | 28 | 39 | -11 |
|  | 14.  | Puteolana             | 25 | 30 | 6  | 7  | 17 | 20 | 41 | -21 |
|  | 15.  | San Giorgio a Cremano | 22 | 30 | 4  | 10 | 16 | 25 | 52 | -27 |
|  | 16.  | Afragolese            | 22 | 30 | 4  | 10 | 16 | 18 | 44 | -26 |

### Spareggi

#### Spareggio 15º posto
| Squadra 1   | Risultato | Squadra 2  |
| ----------- | --------- | ---------- |
| San Giorgio | 2 - 1     | Afragolese |

| 2007 | San Giorgio | 1 – 0 | Afragolese |  |

#### Play-off
Tutti gli incontri di Play off e play out regionali si sono disputati in gara unica:

##### Semifinali
| Squadra 1 | Risultato | Squadra 2             |
| --------- | --------- | --------------------- |
| Pianura   | 1 - 1     | Internapoli Camaldoli |
| Quarto    | 2 - 0     | Gladiator             |

| 15 maggio 2007 | Pianura | 1 – 1 | Internapoli Camaldoli |  |

| 22 maggio 2007 | Quarto | 2 – 0 | Gladiator |  |

##### Finale
| Squadra 1 | Risultato | Squadra 2 |
| --------- | --------- | --------- |
| Quarto    | 2 - 1     | Pianura   |

| 28 maggio 2007 | Quarto | 2 – 1 | Pianura |  |

#### Play-out
| Squadra 1   | Risultato | Squadra 2             |
| ----------- | --------- | --------------------- |
| Lacco Ameno | 1 - 0     | San Giorgio a Cremano |
| Succivo     | 2 - 1     | Puteolana             |

| 17 maggio 2007 | Lacco Ameno | 1 – 0 | San Giorgio a Cremano |  |

| 22 maggio 2007 | Succivo | 2 – 1 | Puteolana |  |

### Verdetti finali
- Caserta promosso in Serie D.
- Quarto ammesso ai play off nazionali e successivamente promosso in Serie D.
- Puteolana retrocessa in Promozione dopo i play-out, ma in seguito riammessa.
- Afragolese e, dopo i play-out, San Giorgio a Cremano retrocesse in Promozione.

## Girone B

### Squadre partecipanti
| Club                                      | Città                        | Stadio                                 | Stagione 2005-2006           |
| ----------------------------------------- | ---------------------------- | -------------------------------------- | ---------------------------- |
| U.S. Agropoli                             | Agropoli (SA)                | Stadio Raffaele Guariglia              | 5º in Eccellenza Campania/B  |
| U.S. Alba Durazzano Sant'Agata            | Durazzano (BN)               | Stadio Comunale                        | 11º in Eccellenza Campania/B |
| U.S. Ariano Montella                      | Montella (AV)                | Stadio Silvio Renzulli (Ariano Irpino) | 17º in Serie D/H             |
| A.S. Baronissi Calcio                     | Baronissi (SA)               | Stadio Giannantonio Figliola           | 12º in Eccellenza Campania/B |
| A.S.D. Comprensorio Valsele Battipagliese | Battipaglia (SA)             | Stadio Luigi Pastena                   | 6º in Eccellenza Campania/B  |
| A.S.D. Eclanese                           | Mirabella Eclano (AV)        | Stadio Nuovo Lando D'Elia              | 15º in Eccellenza Campania/B |
| A.S.D. Comprensorio Gelbison Cilento      | Vallo della Lucania (SA)     | Stadio Giovanni Morra                  | 4º in Eccellenza Campania/B  |
| U.S. Giffonese                            | Giffoni Valle Piana (SA)     | Stadio Giuseppe Troisi                 | 8º in Eccellenza Campania/B  |
| S.S.C. Gragnano                           | Gragnano (NA)                | Stadio San Michele                     | 2º in Eccellenza Campania/B  |
| Pol. Libertas Stabia                      | Castellammare di Stabia (NA) | Stadio Romeo Menti                     | 6º in Promozione Campania/B  |
| A.S.D. Mons Taurus Calcio                 | Montoro Inferiore (AV)       | Stadio Comunale                        | 7º in Eccellenza Campania/B  |
| A.S.D. Paestum Città dei Templi           | Capaccio (SA)                | Stadio Mario Vecchio                   | 1º in Promozione Campania/D  |
| A.S.C. Saviano                            | Saviano (NA)                 | Stadio Peppino Pierro                  | 13º in Eccellenza Campania/B |
| U.S. Serino 1928                          | Serino (AV)                  | Stadio S. Mariconda                    | 1º in Promozione Campania/C  |
| A.C. Solofra                              | Solofra (AV)                 | Stadio Agostino Gallucci               | 18º in Serie D/H             |
| A.S. Città di Vico Equense                | Vico Equense (NA)            | Stadio Massaquano                      | 3º in Eccellenza Campania/B  |

### Classifica finale
|  | Pos. | Squadra                   | Pt | G  | V  | N  | P  | GF | GS | DR  |
|  | ---- | ------------------------- | -- | -- | -- | -- | -- | -- | -- | --- |
|  | 1.   | Gelbison                  | 76 | 30 | 23 | 7  | 0  | 79 | 19 | +60 |
|  | 2.   | Gragnano                  | 74 | 30 | 23 | 5  | 2  | 75 | 29 | +46 |
|  | 3.   | Alba Durazzano Sant'Agata | 61 | 30 | 17 | 10 | 3  | 49 | 24 | +25 |
|  | 4.   | Battipagliese             | 56 | 30 | 16 | 8  | 6  | 58 | 28 | +30 |
|  | 5.   | Baronissi                 | 47 | 30 | 13 | 8  | 9  | 35 | 30 | +5  |
|  | 6.   | Serino                    | 43 | 30 | 10 | 13 | 7  | 40 | 37 | +3  |
|  | 7.   | Vico Equense              | 43 | 30 | 12 | 7  | 11 | 28 | 27 | +1  |
|  | 8.   | Paestum Città dei Templi  | 41 | 30 | 11 | 8  | 11 | 43 | 39 | +4  |
|  | 9.   | Mons Taurus               | 34 | 30 | 9  | 7  | 14 | 30 | 42 | -12 |
|  | 10.  | Libertas Stabia           | 33 | 30 | 7  | 12 | 11 | 27 | 35 | -8  |
|  | 11.  | Giffonese                 | 33 | 30 | 8  | 9  | 13 | 39 | 58 | -19 |
|  | 12.  | Ariano                    | 32 | 30 | 9  | 5  | 16 | 44 | 55 | -11 |
|  | 13.  | Agropoli                  | 31 | 30 | 7  | 10 | 13 | 20 | 33 | -13 |
|  | 14.  | Eclanese                  | 23 | 30 | 5  | 8  | 17 | 21 | 55 | -34 |
|  | 15.  | Saviano                   | 23 | 30 | 5  | 8  | 17 | 27 | 53 | -26 |
|  | 16.  | Solofra                   | 5  | 30 | 0  | 5  | 25 | 12 | 63 | -51 |

### Spareggi
Tutti gli incontri di Play off e play out regionali si sono disputati in gara unica:

#### Play-off

##### Semifinali
| Squadra 1     | Risultato | Squadra 2      |
| ------------- | --------- | -------------- |
| Gragnano      | 0 - 0     | Baronissi      |
| Battipagliese | 1 - 0     | Alba Durazzano |

| 15 maggio 2007 | Gragnano | 0 – 0 | Baronissi |  |

| 22 maggio 2007 | Battipagliese | 1 – 0 | Alba Durazzano |  |

##### Finale
| Squadra 1 | Risultato | Squadra 2     |
| --------- | --------- | ------------- |
| Gragnano  | 3 - 1     | Battipagliese |

| 28 maggio 2007 | Gragnano | 3 – 1 | Battipagliese |  |

#### Play-out
| Squadra 1 | Risultato | Squadra 2 |
| --------- | --------- | --------- |
| Ariano    | 1 - 0     | Saviano   |
| Agropoli  | 2 - 0     | Eclanese  |

| 23 maggio 2007 | Ariano | 1 – 0 | Saviano |  |

| 17 maggio 2007 | Agropoli | 2 – 0 | Eclanese |  |

### Verdetti finali
- Gelbison Cilento promossa in Serie D.
- Gragnano ammesso ai play off nazionali e successivamente promosso in Serie D.
- Solofra e, dopo i play-out, Eclanese e Saviano retrocesse in Promozione.